# I nåd du, Herre, på oss tänkt
I nåd du, Herre, på oss tänkt är en psalm skriven av Erik Gustaf Geijer. Psalmen sjungs till melodin Din kärlek, Jesus, gräns ej vet av Johann Crüger.
|  |
|  |

## Publicerad som
- Nr 400 i 1819 års psalmbok under rubriken "Med avseende på särskilda personer, tider och omständigheter: Årets tider och jordens fruktbarhet: Skördetiden"
- Nr 495 i 1937 års psalmbok